# 쿠네다 울레딕
쿠네다 울레딕 맙 에데른(웨일스어: Cunedda Wledig mab Edern: 386년경-460년경)은 귀네드 왕국의 시조라고 전해지는 인물이다.
"쿠네다"라는 이름(828년 저술된 유사역사서 『브리튼인의 역사』에는 "쿠네닥[Cunedag]"이라고 표기)은 브리튼어로 "훌륭한 사냥개/전사" 또는 "훌륭한 사냥개/전사를 가지다"라는 뜻의 *Cuno-dagos에서 비롯되었다. 쿠네다의 족보에 따르면 그의 조부는 파다른 베이스루드였다. 야사에서는 파다른이 로마군에 복무하여 어느 정도 출세한 인물로, 380년대 또는 그 전에 마그누스 막시무스가 오늘날의 스코틀랜드 클라크매넌셔에 배치한 보타디니 부대를 이끌었다고 전한다. 또는 당시 로마가 국경지대의 이민족들을 교린하던 방식으로 로마 벼슬을 받은 독립 군장이었을 수도 있다. 어쨌든 파다른은 스코틀랜드에 세력을 가지고 있었고, 파다른이 죽은 뒤 그 세력이 아들 에데어른(웨일스어: Edeyrn, 라틴어: Æturnus 아이투르누스[*])에게 계승되었고, 그것이 다시 에데어른의 아들 쿠네다에게 계승되었다고 한다.
『브리튼인의 역사』에 제62절에 기록된 야사를 보면, 쿠네다는 마나우 고도딘 출신이었다.
위대한 왕 마엘군은 귀네드 일대의 브리튼인들을 다스렸으며, 그의 조상 쿠네다는 여덟 명의 아들과 함께 북에서 내려왔다. 그들이 온 지방은 이름이 마나우 고도딘이라고 한다. 그들이 내려온 것은 마엘군의 치세로부터 일백 하고 마흔여섯 해 전이었다. 그들은 그 일대에서 스코트인을 엄청나게 죽여 쫓아냈고 스코트인들은 두 번 다시 돌아오지 못했다.
이로 보아 쿠네다와 그 조상들은 보타디니를 지휘하여 하드리아누스 방벽 남부에 대한 픽트인과 게일인의 도발에 맞섰다고 볼 수 있다. 그 뒤 쿠네다가 지휘하는 보타디니 부대는 게일인, 특히 오늘날의 먼스터 지방의 이 리어한의 침공으로부터 웨일스를 방어하기 위해 북웨일스 지역으로 재배치되었다. 쿠네다는 웨일스의 베네도티 땅에 자기 세력을 일으켰고 그것이 이후 귀네드 왕국의 중심지가 된다고 한다. 이 이야기는 두 가지 해석이 가능한데, 쿠네다가 로마 황제 참칭자인 마그누스 막시무스 및 후계자들의 명령에 따라 움직였다면 쿠네다의 활동 시기는 370년대가 될 것이고, 서로마가 브리타니아를 포기한 직후 브리튼인의 왕이었던 보르티게른의 명령에 따라 움직인 것이라면 쿠네다의 활동 시기는 440년대가 된다.
쿠네다의 증손자라고 하는 마엘군 귀네드는 길다스 사피엔스와 동시대인이었으며, 『캄브리아 편년사』에서 547년에 죽었다고 한다. 그러나 이런 중세 초기 족보서의 신뢰성은 높지 않고, 자신을 쿠네다의 후손이라는 주장들은 10세기나 되어야 표면화된다. 그럼에도 불구하고 이 정보가 옳다고 가정하고 547년부터 역산을 한다면 마엘군의 증조부 쿠네다의 활동시기는 5세기 중엽으로 계산할 수 있다.
쿠네다 본인이 어떤 사람이었는지는 알려진 것이 거의 없다. 그는 오늘날의 요크 지역인 에보라쿰을 다스리던 코엘 헨의 딸 그와울과 결혼해 정치적 입지를 다졌고, 슬하에 아홉 아들을 두었다고 한다. 웨일스 소왕국들 중 케레디기온과 메이리온너드는 그의 아들들 중 케레딕과 메이리온의 이름에서 비롯된 것이라 추측된다.